# NGC 4651
NGC 4651 is een spiraalvormig sterrenstelsel in het sterrenbeeld Hoofdhaar. Het hemelobject ligt 50 miljoen lichtjaar van de Aarde verwijderd en werd op 30 december 1783 ontdekt door de Duits-Britse astronoom William Herschel.

## Synoniemen
- UGC 7901
- Arp 189
- MCG 3-33-1
- KARA 549
- ZWG 100.4
- VV 56
- IRAS 12412+1639
- PGC 42833